# 윌리엄 패리 머피

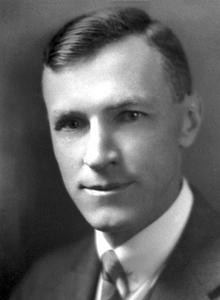
윌리엄 패리 머피

윌리엄 패리 머피(William Parry Murphy, 1892년 ~ 1987년)는 미국의 의사이다. 위스콘신주의 스토튼에서 출생하여 오리건 대학 및 하버드 대학을 마치고, 1923년 보스턴에서 개업하였다. 악성 빈혈의 치료에 간장 식이 요법을 고안하였다. 이것이 오늘날의 간장 익스트랙트 치료법의 선구가 되었다. 1934년 조지 리처드 마이넛 및 조지 호이트 휘플과 함께 노벨 생리학·의학상을 받았다.